# Hermann Barrelet
Hermann Joseph Barrelet (Neuchâtel, Suïssa, 25 de setembre de 1879 - ?) va ser un remer francès que va competir a principis del segle xx. El 1900 va prendre part en els Jocs Olímpics de París, on guanyà una medalla d'or en la prova de scull individual, en superar a la final a André Gaudin i George Saint Ashe. Posteriorment guanyà tres medalles d'or en diverses edicions del Campionat d'Europa de Rem: el 1901 en scull individual, el 1909 en vuit amb timoner i el 1913 en doble scull junt a Anatole Peresselenzeff.